# Rodrigo Pinto
Rodrigo Andrés Pinto Jerez (* 4. Oktober 1973 in Talagante) ist ein ehemaliger chilenischer Fußballspieler. Der Torwart bestritt ein Länderspiel für die chilenische Nationalmannschaft.

## Karriere

### Verein
Rodrigo Pinto begann seine Karriere 1993 bei Municipal Talagante und wechselte 1994 zu Deportes Melipilla, wo er bis 1998 in der Segunda División spielte. 1999 unterschrieb der Torwart einen Vertrag bei Santiago Morning in der Primera División und wurde Nationalspieler. Nach einer Station bei Deportes Ovalle 2003 kam Pinto 2004 zu Unión San Felipe. Seine letzten Karrierestationen waren seine früheren Vereine Santiago Morning und Unión San Felipe. 2007 beendete der ehemalige Nationaltorhüter seine Spielerlaufbahn.

### Nationalmannschaft
Rodrigo Pinto bestritt sein einziges Länderspiel in der chilenischen Nationalmannschaft im Februar 2000 unter Trainer Nelson Acosta beim Freundschaftsspiel gegen Bulgarien.

## Sonstiges
Sein jüngerer Bruder Miguel Pinto ist ebenfalls Profifußballspieler auf der Torwartposition und war von 2006 bis 2012 Nationalspieler Chiles.